# Besenyőtelek
Besenyőtelek is een plaats (község) en gemeente in het Hongaarse comitaat Heves. Besenyőtelek telt 2900 inwoners (2002).